# رينيه كارول
رينيه كارول (بالألمانية: René Carol)‏ هو مغني ألماني، ولد في 11 أبريل 1920 في برلين في ألمانيا، وتوفي في 9 أبريل 1978 في مندن في ألمانيا بسبب سرطان القولون.

## وصلات خارجية
- رينيه كارول على موقع IMDb (الإنجليزية)
- رينيه كارول على موقع ميوزك برينز (الإنجليزية)
- رينيه كارول على موقع ديسكوغز (الإنجليزية)
- رينيه كارول على موقع قاعدة بيانات الفيلم (الإنجليزية)
- رينيه كارول على موقع كينوبويسك (الروسية)